# Storbrev
Storbrev er det mellemste brevformat, der findes til afsendelse af postforsendelser. Storbrevstørrelseskravene varierer fra land til land og fra leverandør til leverandør. Storbreve kan leveres som alm. breve eller som økonomibreve. Storbreve kræver som regel ingen kvittering for modtagelse, men de kan også leveres som rekommanderet post, hvor modtagerkvittering er et krav.

## I Danmark
I Danmark er Post Danmarks krav til at forsendelser må kaldes for storbreve at forsendelsen højst vejer 1 kg og højst er 2 cm tykt. Det må højst måle 33 cm x 23 cm x 2 cm, dvs. lidt større end C4-konvolutstørrelse. Overskrides kravene så skal der betales porto som maxibrev.
Er det over 23 cm x 17 cm x 0,5 cm eller vejer det over 50 gram, skal der altid betales porto for storbrev. Er det mindre er det tilstrækkeligt at betale porto for standardbrev.